# 平岡成哲
平岡 成哲（ひらおか しげのり、1967年1月31日 - ）は、日本の国土交通官僚。国土交通省国際統括官を経て、国土交通省航空局長。

## 人物・経歴
東京都出身。1985年広島大学附属福山高等学校卒業。薬剤師のはたともこ元参議院議員は同級生。1989年東京大学法学部卒業、運輸省入省。
外務省在アメリカ合衆国日本国大使館参事官を経て、2013年国土交通省航空局航空ネットワーク部航空事業課長。2016年観光庁総務課長。2018年観光庁観光地域振興部長。2019年国土交通省航空局航空ネットワーク部長。
2020年国土交通省大臣官房総括審議官。2021年内閣府総合海洋政策推進事務局長。2022年6月28日、国土交通省国際統括官。2023年7月4日、接待問題発覚後に辞職した久保田雅晴の後任として国土交通省航空局長に就任。2025年7月1日、辞職。

## エピソード
2024年5月には、航空局が日本航空に対し5件の安全上のトラブルに関し厳重注意の行政処分を行ったことに伴い、国土交通省を訪れた鳥取三津子社長に文書を手渡した。その際、鳥取社長がほぼ直角に腰を折り平身低頭して文書を受け取る姿が報じられ、X上で違和感を表明する声がポストされるなどし、実業家の西村博之も「お役人様と民間人の上下関係がよくわかる」などと揶揄した。